# 斉田博
斉田 博（さいだ ひろし、1926年（大正15年） - 1982年（昭和57年）10月15日）は日本のアマチュア天文家、著述家。1970年代前半から死亡する1982年まで、天文分野、特に天文学史に関する数多くの著書を残した。

## 略歴
1945年、金沢工業専門学校（現・金沢大学工学部）電気科卒業。日本天文研究会、東亜天文学会、日本天文学会、イギリス天文協会（英語: British Astronomical Association） (BAA)、太平洋天文学会（英語: Astronomical Society of the Pacific）会員。1982年10月15日没。

### 業績
アマチュア天文家として流星の観測で活躍後、天文学史に傾倒し、数多くの欧米の文献から天文学に関わる様々なエピソードを類書には見られないほど詳細に解説するとともに、功績を残した天文家たちの人間性までをも探求した。
地人書館から発行されていた月刊『天文と気象』（後の『月刊天文』）の1971年3月号より「おはなし天文学」を連載した。この連載は好評を博し、彼が死亡する1982年10月号まで11年以上にわたって掲載され、のちに4巻本に単行本化された。単行本は連載作の選集になっており、1973年10月刊の第1巻では太陽系の内側を太陽から火星までを扱い、同年12月刊の第2巻ではその外側の小惑星から冥王星、更に彗星・流星が取り上げられている。1975年6月刊の第3巻は地球と月そして日食と隕石、1978年6月刊では外惑星の環や実在しなかった惑星や衛星などが登場する。著者没後の1984年には「おはなし天文学」シリーズには未収録だったものが、『星を近づけた人びと』と題する2巻本として、1976年連載以降のものを太陽系外の恒星を中心としてまとめられている。また、1980年には星座をテーマとした『おはなし星座教室』を「天文と気象別冊」として出した（ペーパー・バック）。同書は、同年中に単行本化された（判型は同じだがハード・バックになった）。
また、季刊『星の手帖』に創刊号の1978年から1982年に出た第17号まで「天文意外史」を連載した。第11号のみ休載で、第18号には連載記事ではなく斉田本人の訃報が掲載された。

他界する直前まで病床でありながら、ロバート・バーナム Jr による3巻からなる星座解説書 Celestial Handbook を『星百科大事典』として翻訳していた。同書は死後の1988年には訳者不在のため、天文学者の鈴木敬信によってデータが改められた改訂版として発刊されている。また、やはり死後の1982年11月に刊行された『星の年表』の最終ページは、
光の窓からだけ観測していた時代から，いろいろの波長を使っての観測へと窓が開けてきた．やがて，サブ・ミリ波，長波長域での天文学が生まれるであろう．電磁波ではないが，宇宙線，ニュートリノ，重力波による天文学も登場してくるだろう．そのときには，どのような宇宙のすがたがとらえられるだろうか．
と、21世紀初頭に勃興したマルチメッセンジャー天文学を見据えた文章で締めくくられており、彼の高い見識と先見の明を示している。

## 作品

### 著書
- 『おはなし天文学』（1～4）地人書館、1973年～1978年
  - 『うつりゆく天の極』〈おはなし天文学1〉1973年10月
  - 『ナゾの木星大赤斑』〈おはなし天文学2〉1973年12月
  - 『地球の雲状衛星』〈おはなし天文学3〉1975年6月
  - 『太陽系発見の証明』〈おはなし天文学4〉1978年6月
- 『天文の計算教室』地人書館、1977年5月
- 『望遠鏡を使わない天文28の実験・観測』〈小学館入門百科シリーズ〉小学館、1977年12月
- 『天文学99の謎 : 宇宙と星はどのように解明されたか』〈Sanpô books〉産報ジャーナル、1977年7月
- 『天文クイズ百科じてん』小学館、1979年7月
- 『おはなし星座教室』〈天文と気象別冊〉地人書館、1980年4月（並製）
  - 『おはなし星座教室』地人書館、1980年10月（上製・カバー付）
- 『星座』〈自然観察シリーズ・地学編13〉小学館、1981年7月
- 『星のない夜に楽しむ本 - 星座クイズ』（天文ガイドと共編）誠文堂新光社、1981年12月
- 『近代天文学の夜明け - ウィリアム・ハーシェル』誠文堂新光社、1982年2月
- 『宇宙の挑戦者』河出書房新社、1982年8月
- 『星の年表』地人書館、1982年11月
- 『星を近づけた人びと』（上）〈地人選書10〉地人書館、1984年12月
- 『星を近づけた人びと』（下）〈地人選書11〉地人書館、1984年12月

### 訳書
- 『火星』（パトリック・ムーア、チャールス・A・クロス共著）誠文堂新光社 1975年
- 『未知の宇宙 - そのナゾにいどむ』（I.M.リービット著、地人書館、1976年10月
- 『宇宙の発見 - 望遠鏡による天文学入門』（アイザック・アシモフ著）地人書館 1977年9月
- 『宇宙の果て - 激突する宇宙論』（チモシィ・フェリス著）地人書館 1979年2月
- 『星百科大事典』（ロバート・バーナム Jr 著）地人書館 1984年4月
  - 『星百科大事典』（改訂版）1988年1月